# Allium guatemalense
Allium guatemalense är en amaryllisväxtart som beskrevs av Hamilton Paul Traub. Allium guatemalense ingår i släktet lökar, och familjen amaryllisväxter.
Artens utbredningsområde är Guatemala. Inga underarter finns listade i Catalogue of Life.